# Idaea polygramma
Idaea polygramma là một loài bướm đêm trong họ Geometridae.